# Michał Cwynar
Michał Cwynar (né le 14 novembre 1915 à Orzechówka en Autriche-Hongrie (aujourd'hui en Pologne) - mort le 26 mai 2008 à Dumfries en Écosse) est un pilote de chasse polonais, as des forces armées polonaises de la Seconde Guerre mondiale, titulaire de cinq victoires homologuées.

## Biographie
En 1933 Michał Cwynar entre à l'école des sous-officiers de la force aérienne à Bydgoszcz. À partir de mai 1937 il suit la formation de pilote de chasse à Grudziądz. Après l'avoir terminée il reçoit son affectation à la 114e escadrille de chasse, puis il est transféré à la 113e escadrille.
Il remporte sa première victoire le 1er septembre 1939 sur un Ju 87.
 Le 17 septembre 1939 il est évacué en Roumanie. Le 29 octobre de la même année il arrive en France via Beyrouth.
 Le 17 juillet 1940 il gagne l'Angleterre. Le 15 avril 1941 il incorpore la 315e escadrille de chasse polonaise. Le 1er juin 1942 il est promu sous-lieutenant. Le 5 mai 1943 il est envoyé au 58 OTU (Operational Training Unit). Il revient dans son unité le 20 novembre 1943. Le 3 juillet 1945 il devient commandant de la 316e escadrille de chasse polonaise.
Michał Cwynar est démobilisé en décembre 1948, il s'établit à Dumfries en Écosse où il fonde son entreprise.

## Tableau de chasse
| Date               | Appareil(s) abattu(s)    |
| ------------------ | ------------------------ |
| 1er septembre 1939 | Junkers Ju 87            |
| 14 août 1941       | Messerschmitt Bf 109     |
| 16 septembre 1941  | Messerschmitt Bf 109     |
| 3 février 1943     | Focke-Wulf Fw 190        |
| 30 juillet 1944    | Messerschmitt Bf 109     |
| 30 juillet 1944    | 1/2 Messerschmitt Bf 109 |

## Décorations
- Ordre militaire de Virtuti Militari
- La croix de la Valeur Krzyż Walecznych - 4 fois
- Croix du mérite "Krzyż Zasługi"
- Distinguished Flying Cross - britannique
- Croix de guerre - France

## Avions pilotés
- PZL P.11
- Caudron C.714
- Morane-Saulnier MS.406
- Dewoitine D.520
- Supermarine Spitfire
- North American P-51 Mustang